# Deutschordensschloss Postbauer-Heng

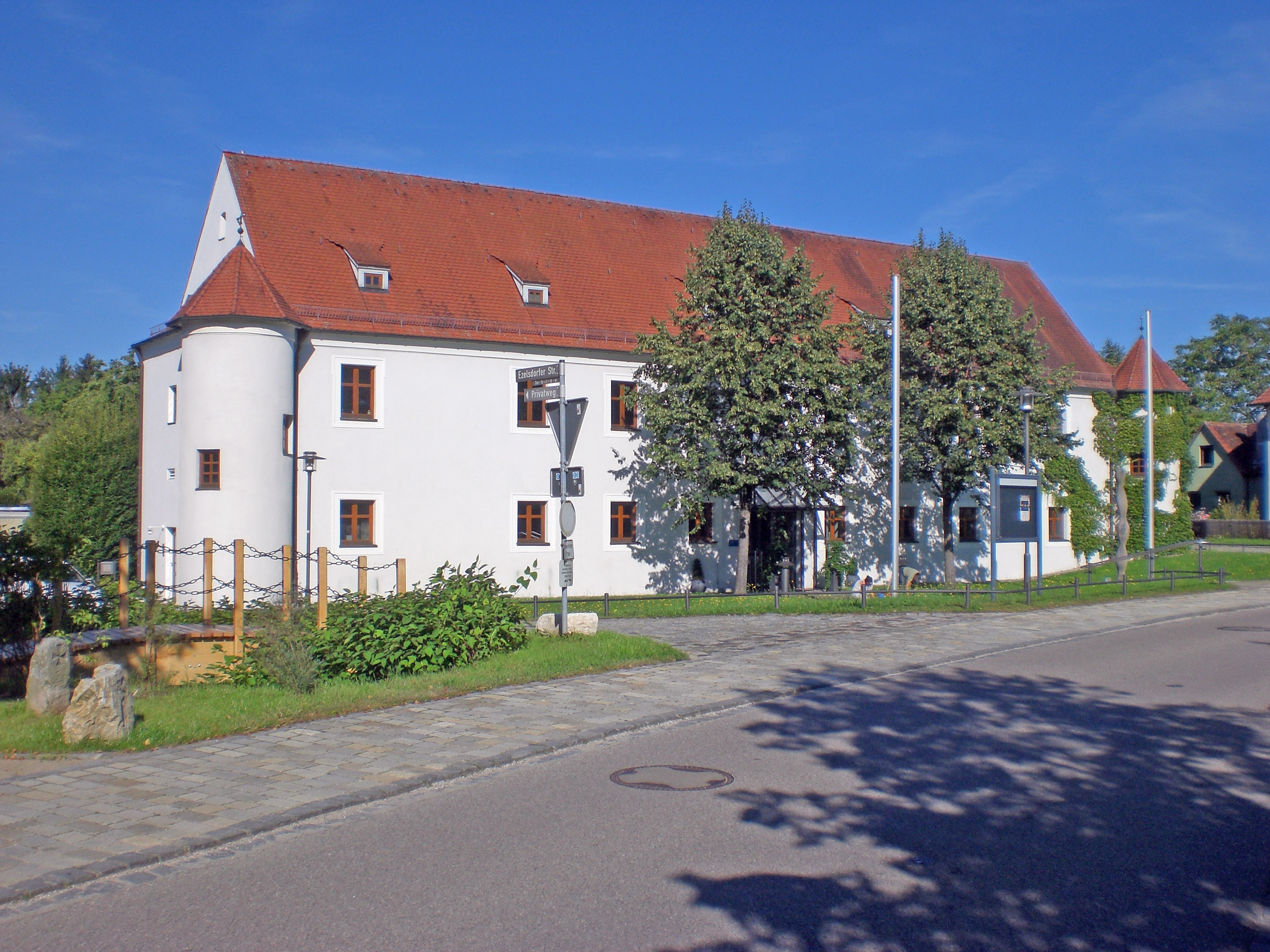
Deutschordensschloss Postbauer-Heng (2023)

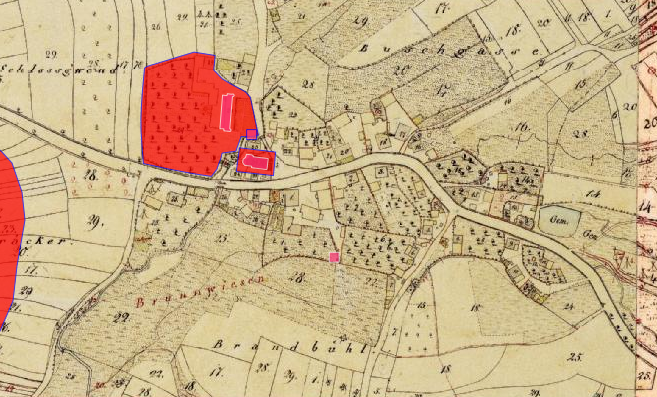
Lageplan des Deutschordensschlosses Postbauer-Heng auf dem Urkataster von Bayern

Das Deutschordensschloss Postbauer-Heng befindet sich nordwestlich der Filialkirche St. Johann Baptist in Postbauer-Heng, einem Markt in dem oberpfälzischen Landkreis Neumarkt in der Oberpfalz von Bayern. Es ist als Baudenkmal verzeichnet. „Archäologische Befunde im Bereich des ehemaligen Deutschordenshauses in Postbauer, zuvor mittelalterliche Burg“ werden zudem als Bodendenkmal geführt.

## Geschichte
Das Deutschordens-Unteramt Postbauer (auch „Bospawer“ oder „Pohspaur“ genannt) geht auf ein ehemaliges Reichsgut zurück. Es gehörte zur Deutschordenskommende Nürnberg, Bestandteil der Frankenballei mit Sitz in Ellingen.
Der Deutsche Orden kaufte 1273 Güter im Osten von Nürnberg und im Westen von Neumarkt, die von ehemaligen Reichsministerialen stammten. Am 5. März 1272 verkaufte Heinrich von Thann mit Zustimmung seines Schwiegersohnes Heinrich von Wildenstein seine Güter zu Bospawer an das Ordenshaus zu Nürnburg. Als Zeuge wurde ein „Herman de Rotenfels“ genannt, dessen Familie Ministerialen der Thanner zu Hausheim und mit den Loterbecken verwandt waren. Am 31. März 1272 verkaufte die Priorin des Klosters Frauenaurach, Jutta von Lauf und eine geborene Thannerin, alle Güter zu Buch an das Deutschordenshaus. Weitere Güter kaufte der Deutschorden am 25. April 1283 von Heinrich von Thann. Als Mitbeteiligter wurde „Chunradus de Bospawer, noster officialis“ (Unterbeamter) genannt. Schon bald nach diesen Gütererwerbungen ließ die Deutschordenskommende diese Besitzungen von einem „officiatus“ verwalten, sodass man ab 1283, eventuell auch früher, von einem Amt Postbauer sprechen kann, das der Kommende zu Nürnberg unterstellt war. Aus der Urkunde vom 25. April 1283 geht hervor, dass Konrad und sein Sohn Hermann auf Lebenszeit von den Einnahmen 4/5 erhalten sollte, das Ordenshaus aber nur 1/5, vermutlich weil der Amann maßgeblich an dem Erwerb der Güter beteiligt war. Auch am Hoftag des Königs Albrecht zu Nürnberg am 16. November 1298 berichtete ein Amann von Postbauer über die Güter des Ordens.
Am 2. Februar 1284 verkaufte Heinrich der Ältere von Thann mit Zustimmung seines Sohnes Hermann acht Güter und die Mühle zu Hausheim an den Deutschorden. Am 3. September 1292 erwarb der Orden von den Gebrüdern Konrad und Braun von Rothenfels einen weiteren Hof von Hausheim. Damit hatte der Orden den Großteil der Güter erhalten, welche die Thanner als Reichsministeriale erhalten hatten. Auch über die Reichsgüter zu Heng übte der Orden die Grundherrschaft aus. Auch diese Güter scheinen von den Thannern an den Orden gekommen zu sein. Ein bedeutender Zuwachs stellte eine Schenkung durch Ludwig der Bayer vom 8. April 1317 dar; dadurch erhielt der Komtur des Deutschordens, Konrad von Gundelfingen, die Dörfer Schwarzach und Unterpevelsbach mit aller Gerichtsbarkeit und befreite sie von aller herzoglicher und kaiserlicher Gewalt. Durch eine Schenkung des Friedrich von Rohrenstadt kam Etzelsdorf 1323 an den Orden. Braun von Rothenfels verkaufte seiner Schulden wegen den Kirchensatz zu Tauernfeld und Leutenbach an den Orden. 1333 erwarb der Orden vom Domkapitel Eichstätt zwei Eigengüter zu Voggenhof. Zuletzt konnte der Orden 1341 noch drei Hofstätten zu Kemnath von Walter Werth von Menge erwerben, die im Besitz von Möning waren. Reiche Schenkungen erfolgten auch durch die Wolfsteiner. Ulrich I. von Sulzbürg-Wolfstein kaufte sich durch die Übergabe von reichen Besitzungen, die vom Reich als Lehen gingen, in den Deutschen Orden ein. 1274 übergab er dem Orden mehrere Güter zu Köstlbach, dann alle seine Güter zu Möning, sein gesamtes Eigen zu Woffenbach sowie Güter zu Mühlhausen, die aber teilweise an das Kloster Seligenporten gingen.
Verwalter dieses Güterkomplexes war um 1280 Konrad, der sich Amann nannte. Aus dieser Amtsbezeichnung leitete in der Folge das Geschlecht seinen Namen ab. Um 1322 wurde ein Heinrich Amann genannt, 1386 übernahm Fritz und bis 1438 Konrad Amann die Verwaltung. Die Amann verkauften ihre Güter in Postbauer, als sie nach Nürnberg zogen. Danach waren verschiedene Landadelsgeschlechter oder Nürnberger Patrizier Pfleger in Postbauer-Heng; zu nennen sind: Wilhelm Pilsacher (1438–1463), H. Holzschuher (bis 1500), Keuth (bis 1542), Dorst (bis 1555), Kunlein (bis 1575), Schaller (bis 1582), Adelmann (bis 1596), Hutzler (ab 1606), Familie Adelmann (bis 1695), M. Seidl (bis 1701), Georg Wilhelm Pfau (bis 1738), Sartorius (bis 1763), Sebastian Hafner (bis 1807).
Im Zuge der Säkularisation wurden die Besitzungen des Deutschordensamtes am 20. November 1805 enteignet, dem Staat unterstellt und verkauft.

## Baulichkeit
Der erste Sitz zu Postbauer wurde vermutlich 1271 errichtet und diente bis 1805 als Außenstelle der Nürnberger Kommende des Deutschen Ordens. Nach einem Privileg von König Ruprecht I. wurde dem Deutschen Orden 1401 das Befestigungsrecht erteilt. Dieses Recht wurde auch von dem Pfalzgrafen Stefan und Ludwig wiederholt. Das wurde aber nur genutzt, um den Amtssitz des Konrad Amann 1430 zu einer Wasserburg mit einem Bergfried auszubauen (möglich wäre auch gewesen, das Dorf Postbauer ganz mit Mauern, Wall und Graben zu versehen). Um 1702/03 erfolgte der Umbau zu einem dreiflügeligen Barockschloss mit vier runden Türmen und einem Wassergraben. 1805 wurden zwei Schlossflügel abgebrochen. Zwischen 1806 und 1990 wurde das Gebäude zu Wohnzwecken genutzt und 1990 von der Gemeinde Postbauer-Heng angekauft. Nach der Sanierung des Schlosses zwischen 1990 und 1996 dient es seit Juni 1996 als Haus der Kultur.
Das Schloss ist heute ein zweigeschossiger und traufständiger Satteldachbau mit runden Ecktürmen und einem erhaltenen Ostflügel.